# Décès en septembre 2018
Décès
- 2014
- 2015
- 2016
- 2017
- 2018
- 2019
- 2020
- 2021
- 2022

Pour une information complémentaire, voir la page d'aide.

| Date          | Nom                       | Activités | Âge   | Source |
| ------------- | ------------------------- | --- | ----- | ------ |
| 1er septembre | Carl Duering              | Acteur britannique d'origine allemande.                                                                                          | 95    | (en)   |
| 1er septembre | Fernand Foisy             | Syndicaliste et écrivain canadien.                                                                                               | 84    |        |
| 1er septembre | Irving Petlin             | Peintre américain. | 83    |        |
| 1er septembre | Margit Sandemo            | Écrivaine norvégienne. | 94    | (no)   |
| 1er septembre | Randy Weston              | Musicien, compositeur et pianiste américain de jazz.                                                                             | 92    | (en)   |
| 2 septembre   | Gérard Fourez             | Prêtre jésuite et théologien belge.                                                                                              | 81    |        |
| 2 septembre   | Katyna Ranieri            | Chanteuse et actrice italienne.                                                                                                  | 93    | (it)   |
| 2 septembre   | Conway Savage             | Chanteur et auteur-compositeur australien.                                                                                       | 58    | (en)   |
| 2 septembre   | Jean Seitlinger           | Avocat, écrivain et homme politique français.                                                                                    | 93    |        |
| 2 septembre   | Claire Wineland           | Entrepreneuse américaine. | 21    | (en)   |
| 2 septembre   | Ehsan Yarshater           | Linguiste et professeur d'université iranien.                                                                                    | 98    | (ar)   |
| 3 septembre   | Lydia Clarke              | Actrice américaine. | 95    | (en)   |
| 3 septembre   | Djalâlouddine Haqqani     | Homme politique et chef militaire afghan.                                                                                        | 78-79 |        |
| 3 septembre   | Paul Koech                | Athlète kényan. | 49    |        |
| 4 septembre   | Marijan Beneš             | Boxeur yougoslave puis serbe. | 67    | (en)   |
| 4 septembre   | Bill Daily                | Acteur américain. | 91    | (en)   |
| 4 septembre   | Vladeta Jerotić           | Psychiatre et écrivain yougoslave puis serbe.                                                                                    | 94    | (sr)   |
| 4 septembre   | Ab McDonald               | Hockeyeur sur glace canadien. | 82    | (en)   |
| 5 septembre   | François Flohic           | Vice-amiral français. | 98    |        |
| 5 septembre   | Dennis Green              | Kayakiste australien, médaillé de bronze aux Jeux olympiques d'été de 1956.                                                      | 87    | (en)   |
| 5 septembre   | Lise Payette              | Femme politique et écrivaine canadienne.                                                                                         | 87    |        |
| 5 septembre   | Gilles Pelletier          | Acteur canadien. | 93    |        |
| 5 septembre   | Beatriz Segall            | Actrice brésilienne. | 92    | (pt)   |
| 6 septembre   | Édouard Aidans            | Dessinateur belge de bandes dessinées.                                                                                           | 88    |        |
| 6 septembre   | Michel Bonnevie           | Joueur français de basket-ball, médaillé d'argent aux Jeux olympiques d'été de 1948.                                             | 96    |        |
| 6 septembre   | Philippe Eidel            | Musicien français. | 61    |        |
| 6 septembre   | Gilbert Lazard            | Linguiste et iranologue français.                                                                                                | 98    | (en)   |
| 6 septembre   | Diane Leather             | Athlète britannique. | 85    | (en)   |
| 6 septembre   | Oleg Lobov                | Homme politique soviétique puis russe.                                                                                           | 80    | (ru)   |
| 6 septembre   | Burt Reynolds             | Acteur et producteur de cinéma américain.                                                                                        | 82    | (en)   |
| 6 septembre   | Claudio Scimone           | Chef d'orchestre italien. | 83    |        |
| 7 septembre   | Gaston-Armand Amaudruz    | Journaliste, militant néonazi et négationniste suisse.                                                                           | 97    |        |
| 7 septembre   | Jacques Amyot             | Nageur canadien. | 93    |        |
| 7 septembre   | Samuel W. Bodman          | Homme politique américain. | 79    | (en)   |
| 7 septembre   | Ceesepe                   | Artiste espagnol. | 60    |        |
| 7 septembre   | Kurt Helmudt              | Rameur d'aviron danois, champion aux Jeux olympiques d'été de 1964.                                                              | 74    | (da)   |
| 7 septembre   | Mac Miller                | Rappeur américain. | 26    | (en)   |
| 7 septembre   | Micheline Rozan           | Productrice de théâtre française.                                                                                                | 89    |        |
| 8 septembre   | Chelsi Smith              | Mannequin et actrice américaine.                                                                                                 | 45    | (en)   |
| 9 septembre   | Frank Andersson           | Lutteur suédois, médaillé de bronze aux Jeux olympiques d'été de 1984.                                                           | 62    | (sv)   |
| 9 septembre   | Robert Opratko            | Compositeur autrichien. | 87    | (de)   |
| 9 septembre   | Beat Richner              | Pédiatre suisse. | 71    |        |
| 10 septembre  | Peter Donat               | Acteur canadien. | 90    | (en)   |
| 10 septembre  | István Géczi              | Footballeur hongrois, médaillé d'argent aux Jeux olympiques d'été de 1972.                                                       | 74    | (hu)   |
| 10 septembre  | Roger Langlais            | Essayiste et peintre français.                                                                                                   | 77    |        |
| 10 septembre  | Paul Virilio              | Urbaniste et essayiste français.                                                                                                 | 86    |        |
| 11 septembre  | Don Newman                | Joueur puis entraîneur américain de basket-ball.                                                                                 | 60    | (en)   |
| 11 septembre  | Don Panoz                 | Chef d'entreprise américain. | 83    |        |
| 11 septembre  | Kulsoom Nawaz Sharif      | Femme politique pakistanaise. | 68    |        |
| 12 septembre  | Roland Duval              | Scénariste et critique de cinéma français.                                                                                       | 84    |        |
| 12 septembre  | Erich Kleinschuster       | Tromboniste de jazz autrichien.                                                                                                  | 88    | (de)   |
| 12 septembre  | Walter Mischel            | Psychologue américain d'origine autrichienne.                                                                                    | 88    | (en)   |
| 12 septembre  | Alexis Philonenko         | Philosophe et historien de la philosophie français.                                                                              | 86    |        |
| 12 septembre  | Rachid Taha               | Chanteur algérien. | 59    |        |
| 13 septembre  | Guido Ceronetti           | Poète, penseur, journaliste, dramaturge et marionnettiste italien.                                                               | 91    | (it)   |
| 13 septembre  | Paul Guichonnet           | Géographe et historien français.                                                                                                 | 98    |        |
| 13 septembre  | Marina Touretskaïa        | Artiste peintre russe | 84    |        |
| 13 septembre  | Jack N. Young             | Cascadeur américain. | 91    | (en)   |
| 14 septembre  | Jean Barzin               | Homme politique belge. | 71    |        |
| 14 septembre  | Max Bennett               | Contrebassiste et bassiste américain.                                                                                            | 90    | (en)   |
| 14 septembre  | Anneke Grönloh            | Chanteuse néerlandaise. | 76    | (de)   |
| 14 septembre  | Branko Grünbaum           | Mathématicien israélien. | 88    | (en)   |
| 14 septembre  | Zienia Merton             | Actrice britannique. | 72    | (en)   |
| 14 septembre  | Carlos Rubira Infante     | Chanteur et compositeur équatorien.                                                                                              | 96    | (es)   |
| 15 septembre  | Djamel Allam              | Chanteur et musicien algérien.                                                                                                   | 71    |        |
| 15 septembre  | Denis Dugas               | Dessinateur, comédien, marionnettiste et scénariste français.                                                                    | 77    |        |
| 15 septembre  | Raymond Erraçarret        | Homme politique français. | 93    |        |
| 15 septembre  | Warwick Estevam Kerr      | Généticien et entomologiste brésilien.                                                                                           | 96    | (pt)   |
| 15 septembre  | Kirin Kiki                | Actrice japonaise. | 75    | (en)   |
| 15 septembre  | José Manuel de la Sota    | Homme politique argentin. | 68    | (es)   |
| 15 septembre  | Victor Veselago           | Physicien et professeur d'université soviétique puis russe.                                                                      | 89    | (ru)   |
| 16 septembre  | Maartin Allcock           | Musicien britannique. | 61    | (en)   |
| 16 septembre  | Philippe Arnaud           | Homme politique français. | 69    |        |
| 16 septembre  | Kevin Beattie             | Footballeur britannique. | 64    | (en)   |
| 16 septembre  | Horst Bosetzky            | Sociologue et écrivain allemand.                                                                                                 | 80    | (de)   |
| 16 septembre  | Big Jay McNeely           | Saxophoniste et chef d'orchestre américain.                                                                                      | 91    | (en)   |
| 17 septembre  | Jean-Pierre Jouffroy      | Peintre, dessinateur, graveur, sculpteur, directeur artistique de périodiques, affichiste, historien d'art et écrivain français. | 85    |        |
| 17 septembre  | Barbara Nascimbene        | Actrice italienne. | 59    | (it)   |
| 18 septembre  | André Gentien             | Homme politique français. | 80    |        |
| 18 septembre  | Piotr Lachert             | Compositeur et pianiste belge.                                                                                                   | 80    | (it)   |
| 18 septembre  | Marceline Loridan-Ivens   | Documentariste française, survivante d'Auschwitz.                                                                                | 90    |        |
| 18 septembre  | Jean Piat                 | Acteur et écrivain français. | 93    |        |
| 18 septembre  | Robert Venturi            | Architecte américain. | 93    | (en)   |
| 18 septembre  | Norifumi Yamamoto         | Pratiquant japonais d'arts martiaux mixtes.                                                                                      | 41    | (en)   |
| 19 septembre  | Geta Brătescu             | Artiste roumaine. | 92    | (en)   |
| 19 septembre  | Catherine Castel          | Actrice pornographique française.                                                                                                | 69    |        |
| 19 septembre  | Győző Kulcsár             | Escrimeur hongrois, multiple médaillé olympique (1964, 1968, 1972, 1976).                                                        | 77    | (hu)   |
| 19 septembre  | Marcella Maltais          | Peintre canadienne. | 84    |        |
| 19 septembre  | Arthur Mitchell           | Danseur et chorégraphe de ballet afro-américain.                                                                                 | 84    | (en)   |
| 19 septembre  | Gamil Ratib               | Acteur franco-égyptien. | 91    | (en)   |
| 19 septembre  | Jesús Rodríguez Magro     | Cycliste sur route espagnol. | 58    | (es)   |
| 20 septembre  | Inge Feltrinelli          | Photographe germano-italienne.                                                                                                   | 87    | (it)   |
| 20 septembre  | George Hatsopoulos        | Physicien grec. | 91    | (en)   |
| 20 septembre  | Jo Jo Hoo Kim             | Producteur jamaïcain de reggae.                                                                                                  | 76    | (en)   |
| 20 septembre  | Mohamed Karim Lamrani     | Homme d'affaires et homme d'État marocain.                                                                                       | 99    |        |
| 20 septembre  | Mohamed Sahnoun           | Diplomate algérien. | 87    |        |
| 20 septembre  | Ludovikus Simanullang     | Prélat indonésien. | 63    | (en)   |
| 20 septembre  | Reinhard Tritscher        | Skieur alpin autrichien. | 72    | (de)   |
| 20 septembre  | Riccardo Zinna            | Acteur italien. | 60    | (it)   |
| 21 septembre  | Sophie Body-Gendrot       | Sociologue française. | 75    |        |
| 21 septembre  | El Texano                 | Matador américain. | 55    | (en)   |
| 21 septembre  | Vitaliy Massol            | Homme politique ukrainien. | 89    | (ru)   |
| 21 septembre  | Trần Đại Quang            | Homme politique vietnamien. | 61    |        |
| 22 septembre  | Serge Larivière           | Acteur belge. | 60    |        |
| 22 septembre  | Al Matthews               | Acteur et auteur-compositeur-interprète américain.                                                                               | 75    | (en)   |
| 22 septembre  | Edna Molewa               | Femme politique sud-africaine.                                                                                                   | 61    | (en)   |
| 22 septembre  | Ottokar Runze             | Producteur de cinéma allemand.                                                                                                   | 93    | (de)   |
| 23 septembre  | Charles Kao               | Physicien américano-britannique, Prix nobel de physique (2009).                                                                  | 84    | (en)   |
| 23 septembre  | Helmut Köglberger         | Footballeur puis entraîneur autrichien.                                                                                          | 72    | (de)   |
| 23 septembre  | Gary Kurtz                | Producteur américain. | 78    |        |
| 24 septembre  | Vicente Bianchi           | Pianiste, chef d'orchestre et compositeur chilien.                                                                               | 98    | (es)   |
| 24 septembre  | Norm Breyfogle            | Dessinateur américain de comics.                                                                                                 | 58    | (en)   |
| 24 septembre  | Ida Grinspan              | Personnalité française déportée à Auschwitz et survivante de la Shoah.                                                           | 88    |        |
| 24 septembre  | Jim Brogan                | Footballeur international écossais                                                                                               | 74    | (en)   |
| 25 septembre  | Wenceslao Selga Padilla   | Prélat catholique philippin, préfet apostolique d'Oulan-Bator depuis 2002.                                                       | 68    | (en)   |
| 25 septembre  | Helena Almeida            | Photographe portugaise. | 84    | (pt)   |
| 25 septembre  | Evelyn Anthony            | Écrivain britannique. | 92    | (en)   |
| 25 septembre  | Karyn Dwyer               | Actrice canadienne. | 43    | (en)   |
| 25 septembre  | Jack McKinney             | Entraîneur américain de basket-ball.                                                                                             | 83    | (en)   |
| 25 septembre  | Jacques Richomme          | Homme politique français. | 88    |        |
| 25 septembre  | Jerry Thorpe              | Producteur et réalisateur américain.                                                                                             | 92    | (en)   |
| 25 septembre  | Vladimir Voronkov         | Fondeur soviétique, champion aux Jeux olympiques d'hiver de 1972.                                                                | 74    | (en)   |
| 26 septembre  | Ivan Deyanov              | Footballeur bulgare. | 80    |        |
| 26 septembre  | Ignaz Kirchner            | Acteur allemand. | 72    | (de)   |
| 26 septembre  | Norbert Konter            | Joueur de football et homme politique luxembourgeois.                                                                            | 90    |        |
| 26 septembre  | Manuel Rodríguez          | Footballeur puis entraîneur chilien.                                                                                             | 80    | (es)   |
| 26 septembre  | Maurizio Zanfanti         | Playboy italien | 63    |        |
| 27 septembre  | Marty Balin               | Musicien américain. | 76    | (en)   |
| 27 septembre  | Carles Canut              | Acteur espagnol. | 74    | (es)   |
| 27 septembre  | Tara Fares                | Mannequin irakienne. | 22    | (en)   |
| 27 septembre  | Jacques Laurin            | Linguiste canadien. | 87    |        |
| 27 septembre  | James March               | Sociologue, économiste, professeur d'université et écrivain américain.                                                           | 90    |        |
| 27 septembre  | Namkhai Norbu Rinpoché    | Moine bouddhiste tibétain. | 79    |        |
| 27 septembre  | Joaquim Roriz             | Homme politique brésilien. | 82    | (pt)   |
| 27 septembre  | Yvonne Suhor              | Actrice américaine. | 56    | (en)   |
| 27 septembre  | Art Williams              | Joueur américain de basket-ball.                                                                                                 | 78    | (en)   |
| 28 septembre  | Barnabas Sibusiso Dlamini | Homme politique swazilandais. | 76    |        |
| 28 septembre  | Michel Gourlier           | Peintre, illustrateur et dessinateur français.                                                                                   | 93    |        |
| 28 septembre  | Bob Jane                  | Pilote automobile australien. | 88    | (en)   |
| 28 septembre  | Joe Masteroff             | Dramaturge américain. | 98    | (en)   |
| 28 septembre  | Juris Silovs              | Athlète de sprint soviétique puis letton, médaillé d'argent et de bronze olympique (1972, 1976).                                 | 68    | (it)   |
| 29 septembre  | Luigi Agnolin             | Arbitre italien de football. | 75    | (it)   |
| 29 septembre  | Alves Barbosa             | Cycliste sur route portugais. | 86    | (pt)   |
| 29 septembre  | Pascale Casanova          | Chercheuse et critique littéraire française.                                                                                     | 59    |        |
| 29 septembre  | Angela Maria              | Chanteuse et actrice brésilienne.                                                                                                | 89    | (pt)   |
| 29 septembre  | Peter Robeson             | Cavalier britannique, double médaillé de bronze olympique (1956, 1964).                                                          | 88    | (en)   |
| 29 septembre  | Otis Rush                 | Guitariste et chanteur américain de blues.                                                                                       | 83    | (en)   |
| 29 septembre  | Richard A. Searfoss       | Astronaute américain. | 62    | (en)   |
| 29 septembre  | Gordon Donald Simons      | Homme d'affaires canadien. | 89    |        |
| 29 septembre  | Stepan Topal              | Homme politique moldave. | 80    | (ru)   |
| 30 septembre  | Walter Laqueur            | Historien et éditorialiste politique américain.                                                                                  | 97    | (en)   |
| 30 septembre  | Marianne Mako             | Journaliste sportive française.                                                                                                  | 54    |        |
| 30 septembre  | René Pétillon             | Auteur de bandes dessinées français.                                                                                             | 72    |        |
| 30 septembre  | Michel Serfati            | Mathématicien, philosophe et historien des sciences français.                                                                    | 80    |        |